# 新潟県立野球場

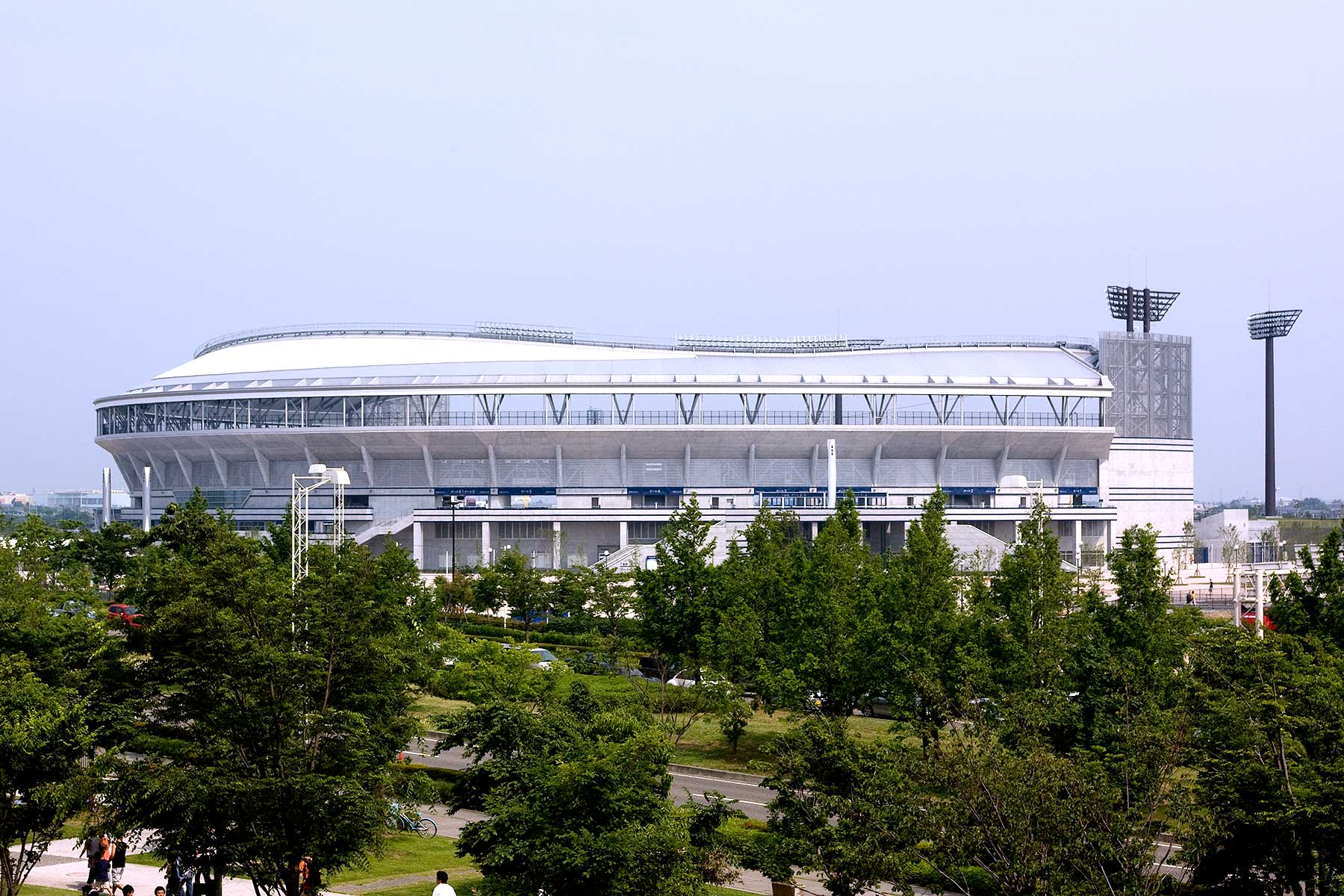
デンカビッグスワンスタジアムからの遠景

新潟県立鳥屋野潟公園野球場（にいがたけんりつとやのがたこうえんやきゅうじょう）は、新潟県新潟市中央区長潟の鳥屋野潟公園のうち、新潟県スポーツ公園内に所在する野球場。公園名を省いて新潟県立野球場とも呼ばれる。
施設は新潟県が所有し、アルビレックス新潟・都市緑花センターグループ（アルビレックス新潟と県の外郭団体「新潟県都市緑花センター」による企業体）が指定管理者として運営管理を行っている。
施設命名権により、呼称をHARD OFF ECOスタジアム新潟（ハードオフ エコスタジアムにいがた）としている（詳細は後述）。

## 概要

### 設計の特徴
県は2006年9月26日から10月16日までの間、建設計画の再検討にあたってパブリックコメントを募集したが、提出者は僅か16人であった。このうちフィールドに関する意見・要望を記述したのは13人で、うち人工芝が9人、天然芝が3人、その他が1人であった。天然芝の敷設や狭いファウルゾーンといった設計様式を求める意見も存在したが、当球場では採用には至らなかった。
フィールドは当初設計においては内野が土、外野が天然芝であった。しかし再設計の過程において建設コストの抑制を優先することとなり、全面ロングパイル型人工芝に変更された。しかし、既に人工芝のフィールドを供用している隣県の富山市民球場アルペンスタジアムや長野オリンピックスタジアムでは、冬場の積雪など寒冷な気候によるメンテナンス面の問題が懸案となっている。またロングパイル型人工芝を採用したことから、積雪によってパイルの硬化・劣化が早まる可能性があり、かえって維持コストが増大するのではないかという懸念もある（実際、同じ寒冷地にある宮城球場では敷設3年で全面張替えを実施している）。県では人工芝の耐用年数を「約10年」と想定している。グラウンド面積は14,300平方メートルで、松山中央公園野球場（坊っちゃんスタジアム）と同数値である。
内野スタンドを一部削る形でダグアウト、ブルペンが連なる形で設置されているが、ダグアウトは特にフィールドレベルから掘り下げられる構造となっておらず、必然的にダグアウトの屋根の位置が高く、またダグアウト内を全て覆うために大きく（屋根面積が広く）なっており、内野席から観戦する場合、ダグアウト沿いのファウルエリアに死角をつくる要因となっている。外野フェンスの高さは近年整備された野球場としてはやや低い3.1mに抑え、更にラバーフェンスの高さも2m程度として、外野スタンドを若干フィールドレベルに近づけている。外野スタンドが一部土盛りになるなど工法が変更され、外野スタンドの床面が下げられたことにより外野席の両翼ポール際付近はファウルエリア沿いの視界の一部を内野1層部分に遮られて死角が生じた座席もあるが、内野に関しては死角がないように配置されている。内野1層スタンドと外野スタンドは緩斜面に、一方の内野2層スタンドは急斜面に設計されており、各座席からインフィールド全体を見渡せるよう配慮されている。

### 施設概要
- グラウンド面積：14,300m2

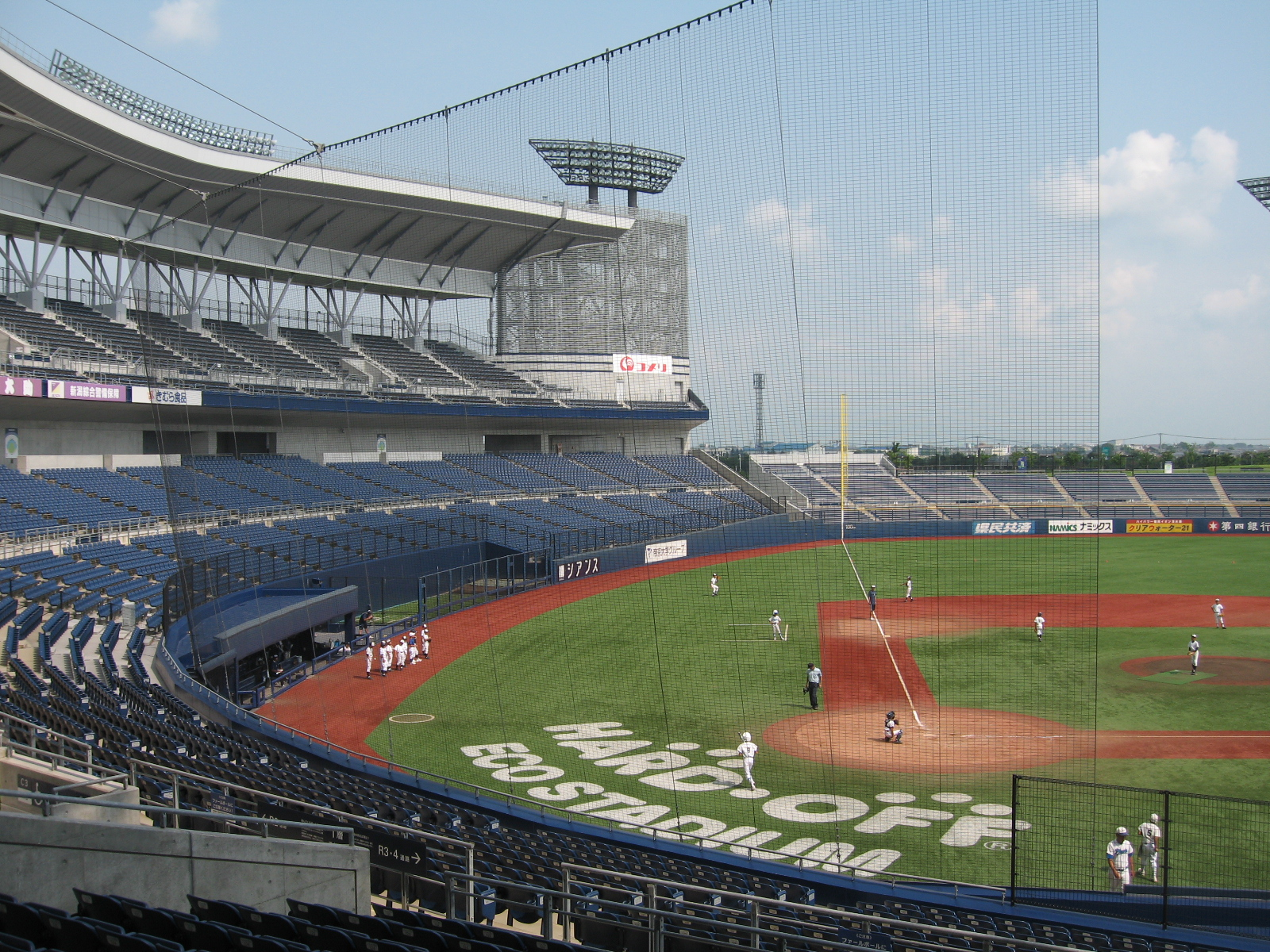
グラウンドと観客席

- 両翼：100m、中堅：122m、左右中間：116m
- 外野フェンス高さ：3.1m（下部：多機能ポリエステル不織布クッション材、上部：ステンレスネット）、フェンス広告（カラー広告採用）あり[注 2]
- フィールド（内外野全面）：透水性モノフィラメント・ロングパイル人工芝（住友ゴム工業製 ハイブリッドターフ ET-62、パイル長62mm）
- 照明設備：内野 = スタンド庇上投光器4基、屋根上投光器2基、外野 = 照明塔2基

最高照度：投捕間2500Lx、内野2000Lx、外野1200Lx（3段階照度可変）
- 収容人数：30,000人
  - 内野約20,000人、外野約10,000人（総座席数28,691席、車椅子席85席含む）
  - 内野1層：ネット裏 = 背付・肘付個別席、一・三塁側 = 背付個別席、内野2層：背なし個別席、外野：背無し木製ベンチ席（スタンド部）、芝生広場（スタンド後方）

内野1層の各座席にはカップホルダーが設置されている。また、外野スタンドのベンチ席には新潟県産のスギ材を採用した。これは県が県産木材の利用拡大を目指して公共施設の木質化を推進する「越後のふるさと木づかい事業」の一環で、工費の一部には同事業の補助金が充当された。またスタンド上段には芝生広場が設けられている。
外野スタンド後方の遊歩道は常時通行可能だが、プロ野球開催時などには通行を規制し、遊歩道沿いの両翼2階出入口を外野席への入退場経路として使用、両翼1階出入口はトイレ・喫煙所用の通路として使用する。
- スコアボード：LED方式
  - メインスコアボード（全面フルカラー表示）：イニングスコア表示部、フリー表示部（選手名表示部兼用）、大型映像装置（H5.4 × W9.6m、430インチ相当）

プロ野球開催の際、フリー表示部には選手名のほかに現打者の打率・本塁打数、球速、イニング間の交代時間などが表示できる。また映像装置とフリー表示部全面を使用することにより、主催球団は本拠地で使用しているものとほぼ同等の映像演出を行うことが可能である。
  - サブスコアボード（白色表示）：現イニングと合計得点、球速、カウント、記録を表示可能

チーム名はイニシャル1文字表記のみだが、表示部が小さい上に画素が粗いため視認性が悪いことなどから、プロ野球開催時はイニシャルを表記しない場合がある。
なお、メイン・サブともボールカウント表示は開場時は『SBO』順だったが、2012年オフに『BSO』順に改修された。
- 屋内練習場：一・三塁側各1箇所（約1,000m2・全面ロングパイル人工芝、投球練習場併設）
- 屋外ブルペン：一・三塁側ダッグアウト・カメラマンブース横（マウンド2箇所）

横幅が狭隘で2人同時の投球練習ができないため、プロ野球開催時はカメラマンブースもしくはフィールドシートとして使用される。
- 雨水中水化システム
  - 中水受水槽：560m3、散水用受水槽：150m3
- 内野1層のネット裏最上段にはプレスブース（記録員・記者ブース：1、放送ブース：6）、貴賓室、ラウンジが設けられている。

## 歴史

### 建設に至るまで
新潟県内各地にはアマチュア野球の公式戦が開催可能な野球場が整備されている。しかし、いずれの施設も市町村が所有且つ運営管理を行っているものであり、かつてプロ野球の公式戦が年に数回開催されていた新潟市中央区の鳥屋野運動公園野球場、長岡市の長岡市悠久山野球場、柏崎市の柏崎市佐藤池野球場などは老朽化の著しい進行や設備そのものの陳腐化、照明設備の未整備が影響し、プロ野球やアマチュア野球などの大きなスポーツイベントを開催するための設備が不十分であった。
県内では1982年の上越新幹線開通を機に、既存施設に照明設備を増設してプロ野球公式戦をナイターで誘致する構想が浮上したことがあるが、前述の問題や周辺環境によって頓挫した経緯がある。県内ではこうした状況から「プロ野球公式戦や大規模なアマチュア大会を開催できる、3万人収容規模の野球場」の建設を求める意見がかねてから上がっていたものの、事態は一向に進展しなかった。
1990年、県が整備を進めている都市公園「鳥屋野潟公園」のうち、南東側の地区がスポーツゾーン（運動公園、現在の新潟県スポーツ公園に該当するエリア）として整備されることが決定。園内には陸上競技場（現在の新潟スタジアム）と野球場を建設し、2009年の夏季国民体育大会（トキめき新潟国体）のメイン会場として整備される方針が決まった。しかし直後に起きたバブル経済の崩壊によって、整備計画は流動的なものとなった。
その後、1995年2月には「1998年春に両施設着工、2000年度中の竣工」を目標とする方針が決まったものの、1997年2月、慢性的な県の財政難の影響から、野球場と同時の竣工を予定していた陸上競技場を2002 FIFAワールドカップの試合会場として優先的に整備し、野球場はW杯開催後に着工する方針に転換されたことから、野球場の整備計画は再び暗礁に乗り上げた。これに乗じ、県内政財界の一部からは野球場をドーム球場として整備するよう求める声が上がるなど、事態は一時混迷を極めた。
2001年春には新潟スタジアムが竣工。県はこれを受け、W杯開催を前にした2002年春に「県立野球場建設構想」を発表した。先述した県内政財界からの要請を受け、開場当初は屋外型で建設した上で、将来的には屋根を架設してドーム球場に改築する方針が定められ「2005年度中の着工、2008年春の竣工」を目指すとした方針を決定した。着工を前にした2003年春から2004年夏にかけて、当時県知事であった平山征夫は自ら日本野球機構（NPB）やプロ野球各球団を訪れ、新潟での公式戦やオールスターゲーム開催を要請するなど積極的にトップセールスを行い、その結果2008年シーズンのオールスター開催が一旦決定した。さらに同時期勃発したプロ野球再編騒動を受け、NSGグループなど県内政財界が中心となって「新潟に県民球団を創る会」が設立され、新潟県を保護地域とするNPB加盟の新球団を創設する方針を打ち出すなど、着工前には様々な動きがみられた。
ところが、県内では2004年7月に平成16年7月新潟・福島豪雨（7.13水害）、さらに10月には新潟県中越地震といった大規模な自然災害が相次いで発生。中越地震の際、自衛隊はスポーツ公園内（臨時駐車場と県立野球場の建設予定地）に駐屯して被災地の復旧支援にあたった。震災後に知事に就任した泉田裕彦は「災害復旧を優先させる」として野球場の建設事業着工の凍結を表明、既に決定していた2008年のオールスター開催も返上する旨を明らかにした。しかし泉田は知事選挙の際、公約に「県立野球場の整備促進」を掲げて当選したという経緯があり、県民の多くが災害復興を優先させた施策に理解を示した一方で、政財界の間では性急な建設凍結に対する懐疑的な見方が広がった。
建設凍結の方針決定を受けて2005年1月、県内政財界関係者と新潟県高等学校野球連盟、新潟県硬式野球連盟、新潟県野球連盟（軟式）の県内アマチュア野球3団体が中心となって、県側に建設計画の再開を求める「県立野球場建設促進委員会」が設立され、同年4月には野球場建設を求める署名活動を実施し、13万人の署名が集められた。
こうしたことから、県は整備計画を改めて策定する方針を決定し、当初の設計から設備内容を見直してコスト低減を図ることになった。同年夏からアマ3団体など競技関係者と検討会議を行ったり、県民に対するアンケート調査などを実施するなどして計画を再構築した。この間に設備内容が一部見直され、将来的に屋根を架設する事を前提としていたものを「完全屋外型」とし、フィールドも内野がクレー舗装、外野が天然芝だったものを、全面ロングパイル人工芝としてメンテナンス費用の低減を図るものとし、外野スタンドもコンクリート構造（全席ベンチ席）から盛り土構造（芝生席と一部ベンチ席）に変更するなどした。これによって予定事業費は当初計画の97億円から83億9,000万円となり、約13億円のコスト低減が図られることになった。2006年6月22日、泉田は知事定例記者会見に於いて建設計画の再開を発表。こうして県立野球場は2007年1月から建設地の整地作業を再開し、同年夏から躯体の建設工事を開始した。
そして2009年4月に施設の躯体が竣工し、細部の施工も6月半ばに終了。6月30日付で県に引き渡され、翌7月1日付で正式に開場した。施設名称は建設時の仮称「新潟県立野球場」を改め「新潟県立鳥屋野潟公園野球場」と制定した。なお、施設命名権による呼称はこれに先立って5月18日から採用されている（詳細は後述）。

### 整備計画の経緯
- 1990年3月 新潟県教育委員会が鳥屋野潟公園基本計画を策定。県立野球場の建設案を盛り込む。
- 1995年2月 平山征夫知事（当時）が「1998年度着工、2000年度完成」を表明。
- 1996年12月 2002 FIFAワールドカップの新潟県での開催が決定。
- 1997年2月 平山知事が「W杯の会場となる新潟スタジアムの整備を優先し、野球場整備はW杯以降に着工する」と表明。
- 2001年4月 新潟スタジアム完成。
- 2002年4月 「県立野球場建設構想」を県民に公表。2005年度着工、2008年度完成を目指すと表明。
- 2004年
  - 4月 2008年シーズンのプロ野球オールスターゲーム新潟開催が決定。
  - 7月 平成16年7月新潟・福島豪雨（7・13水害）発生。
  - 10月 新潟県中越地震発生。災害復興を最優先するため、建設事業を一時凍結。
- 2005年8月 2008年に予定していたオールスターゲームの開催返上を泉田裕彦知事が発表。
- 2006年
  - 6月 泉田知事が建設事業の再開を表明。2010年のプロ野球オールスター戦新潟開催を日本野球機構に要請。
  - 7月 2010年シーズンのプロ野球オールスターゲーム新潟開催が決定[注 4]。

### 開場後の主な動き

#### NPB
- 県立野球場の建設進捗に伴い、県内関係者がプロ野球（NPB）公式戦の誘致を進めた結果、2009年7月7日・8日の両日には「オープニングゲーム（球場開き）」としてセントラル・リーグ公式戦・広島東洋カープ対阪神タイガース2連戦が開催された（2試合ともナイター。新潟日報社が主催。試合は2試合とも広島の勝利）。

- 新潟県内で開催されたプロ公式戦は1996年6月8日・6月9日に前出の悠久山と鳥屋野で開催されたパシフィック・リーグ公式戦・近鉄バファローズ対西武ライオンズ戦以来、実に13年ぶり。セ・リーグ公式戦に限ると1991年6月1日・2日に佐藤池と悠久山で開催されたヤクルトスワローズ対広島東洋カープ戦以来、18年ぶりのことであった。また9月5日・6日には同公式戦・横浜ベイスターズ（現・横浜DeNAベイスターズ）対中日ドラゴンズ2連戦が開催され（5日は18時、6日は15時開始。横浜球団と新潟放送が主催、新潟日報社が共催）、同年シーズンは計4試合のプロ公式戦が開催された。

- 2016年は同県初となるセ・パ交流戦（DeNA主管の日本ハム戦）が開催された。

- 県・市などは引き続きNPB12球団に対し公式戦の開催誘致を進めている。
- 2023年9月、日本野球機構（NPB）は二軍参入を目指して同機構に申請していたベースボール・チャレンジ・リーグ（BCリーグ）のクラブチーム「新潟アルビレックス・ベースボール・クラブ」の二軍（イースタン・リーグ）参加を内定した[1][2]。同球団は本球場を本拠地にすることを予定しているため、二軍ではあるが、NPB球団による本球場の本拠地化並びにプロ野球公式戦の常時開催が実現することになった[2]。

##### 横浜DeNAベイスターズ
オーナーの南場智子が新潟県出身で、新潟向け球団公認ファンクラブもあるDeNAは毎シーズン主催試合を行っている。
また2009年から2013年、そして2015年に地方球場には珍しい土日開催、16年には新潟初となる交流戦を実施した。2017年はセ・リーグの1試合のみが予定されていたが、雨天中止となり、当球場での公式戦開催が結果的に開場以来初となる0となった。2020年は本拠地の横浜スタジアムが東京オリンピック野球競技により長期間使用できなくなることもあり、初の3連戦開催を予定していた。しかし、東京オリンピックの開催が延期になったことを受けて、新潟開催分は全て横浜スタジアムに変更となった。
| 日付          | 対戦相手 | 観客動員数 | 結果・責任投手・備考              |
| ------------- | -------- | ---------- | --------------------------------- |
| 2009年9月5日  | 中日     | 21,827人   | 〇2-0 ランドルフ 土曜日開催       |
| 2009年9月6日  | 中日     | 16,431人   | ●4-8 真田 日曜日開催              |
| 2010年5月8日  | 巨人     | 28,552人   | ●3-4 三浦 土曜日開催              |
| 2010年5月9日  | 巨人     | 28,549人   | ●5-7 ランドルフ 日曜日開催        |
| 2011年5月8日  | 阪神     | 26,058人   | 〇3x-2 山口 日曜日開催            |
| 2012年4月15日 | 巨人     | 24,098人   | 〇3x-1 篠原 日曜日開催            |
| 2013年5月11日 | 巨人     | 19,920人   | ●4-5 藤江 土曜日開催              |
| 2013年5月12日 | 巨人     | 23,310人   | ●0-1 ソーサ 日曜日開催            |
| 2014年8月5日  | 巨人     | 24,520人   | 〇7x-6 林 火曜日開催              |
| 2015年5月9日  | 巨人     | 24,119人   | ●1-2 小杉 土曜日開催              |
| 2015年5月10日 | 巨人     | 21,444人   | 〇4-2 田中 日曜日開催             |
| 2016年6月14日 | 日ハム   | 19,531人   | ●0-4 モスコーソ 交流戦 火曜日開催 |
| 2017年7月4日  | 阪神     | 中止       |                                   |
| 2018年4月17日 | 巨人     | 25,010人   | ●2-3 エスコバー 火曜日開催        |
| 2019年5月8日  | 巨人     | 24,979人   | ●5-8 国吉 水曜日開催              |
| 2020年8月14日 | ヤクルト | 中止       |                                   |
| 2020年8月15日 | ヤクルト | 中止       |                                   |
| 2020年8月16日 | ヤクルト | 中止       |                                   |
| 2021年8月14日 | ヤクルト | 中止       |                                   |
| 2021年8月15日 | ヤクルト | 9,556人    | ●1-4 今永 日曜日開催              |
| 2022年5月10日 | 巨人     | 16,352人   | 〇4-1 ロメロ 火曜日開催           |
| 2023年5月9日  | 巨人     | 21,883人   | ●2-9 バウアー 火曜日開催          |
| 2024年6月25日 | 巨人     | 24,135人   | ●2-3 中川（虎） 火曜日開催        |
| 2025年5月13日 | 阪神     | 21,211人   | △1-1 火曜日開催                   |

##### 横浜DeNA以外
DeNA以外にも抜群の集客力がある巨人、燕市との交流が盛んなヤクルト、北関東につながりのある西武と、在京球団を中心に下記の開催がある。
| 年度 | 日程：カード             | 観客動員数 結果         |
| 2009 | 7月7日:広島vs阪神        | 29,653人 8-1            |
| 2009 | 7月8日:広島vs阪神        | 27,008人 3-1            |
| 2010 | 6月29日:西武vs日本ハム   | 24,323人 4-6            |
| 2010 | 9月10日:巨人vs広島       | 27,605人 5-4 金曜日開催 |
| 2011 | 7月19日:巨人vs中日       | 20,350人 2-1            |
| 2011 | 7月20日:巨人vs中日       | 20,800人 2-1            |
| 2011 | 8月23日:西武vsオリックス | 18,160人 11-5           |
| 2012 | 5月8日:広島vs阪神        | 18,290人 6-8            |
| 2012 | 5月9日:広島vs阪神        | 18,070人 2-6            |
| 2012 | 9月8日:ヤクルトvs巨人    | 24,863人 2-5 土曜日開催 |
| 2012 | 9月9日:ヤクルトvs巨人    | 17,966人 4-4 日曜日開催 |
| 2013 | 9月10日:巨人vsDeNA       | 21,457人 2-1            |
| 2019 | 9月3日:巨人vs中日        | 22,787人 3-4            |

##### その他
- 建設再開を期に2006年にオールスターゲームの再誘致を進めた結果、2010年シーズンの開催が決定。同年の第2戦として7月24日に開催された（試合詳細は2010年のオールスターゲーム (日本プロ野球)を参照）[注 4][注 5]。
- 加えてファーム日本選手権・阪神タイガース対千葉ロッテマリーンズが10月2日に開催された[注 6]。2

| 年度 | 日程：カード                                | 観客動員数 結果  |
| 2010 | 7月24日:マツダオールスターゲーム2010        | 28,426人 5-5     |
| 2010 | 10月2日:プロ野球ファーム選手権 阪神vsロッテ | 15,702人 5-6     |
| 2010 | 7月19日:プロ野球フレッシュオールスター2012  | 11,315人 WEST4-0 |

#### 独立リーグ
2007年に発足したBCリーグのうち新潟県を本拠とする新潟アルビレックス・ベースボール・クラブは、7月12日の対信濃グランセローズ後期2回戦で初のホームゲームを開催し、四国・九州アイランドリーグ（当時、現在の四国アイランドリーグplus）、関西独立リーグ (初代)を含む国内独立3リーグで当時史上最多となる15,311人の観客を集めた。当球場のオープン以前、新潟BCは三条市の三条市民球場（三條機械スタジアム）と長岡市悠久山野球場の2球場を中心にホームゲームを開催していたが、2009年後期以降は当球場でも月1 - 2試合のペースでホームゲームを開催していた。ポストシーズンゲームに関しては、当球場の使用開始後にホームゲームの開催があった2011年以降、以下の試合を実施した。
- 2011年：地区チャンピオンシップ第2戦[注 8]
- 2012年：リーグチャンピオンシップ第2戦[注 9]
- 2013年：リーグチャンピオンシップ第3戦[注 10]
- 2014年：地区チャンピオンシップ第2戦[注 11]

2015年は地区チャンピオンシップ・リーグチャンピオンシップともに当球場での開催はなかった。グランドチャンピオンシップについては、新潟がBCリーグを離れるまで一度も開催されなかった。
また8月1日には球団事務所が中央区内から移転し、メインスタンド1階三塁側にオフィスが設けられた。なお、前述の「新潟に県民球団を創る会」はその後球界再編の動きが収束したため、活動方針を「NPB球団の創設」から「独立リーグの創設」に転換し、2007年に北信越BCリーグ（当時。同年秋、現名称に改称）が設立され現在に至っている。
前記の通り、新潟が2024年よりイースタン・リーグに移ったため、BCリーグの公式戦開催は2023年で終了した。

#### アマチュア野球
新潟県高校野球連盟は同月開幕の全国高等学校野球選手権新潟大会で、県立野球場をメイン球場として使用し、開会式と準々決勝以降の全試合を開催した。また9月のトキめき新潟国体では高校野球（公開競技）の試合会場となった。なお、新潟県は県土が広く、県下の全校が人工芝のフィールドを経験する機会を平等に得られない可能性があるため、県高野連では今後の対策を検討している。
一方、新潟県硬式野球連盟（社会人硬式）は同年シーズンの公式戦を引き続き鳥屋野野球場で開催する方針を採ったことから、社会人硬式の試合は当球場では1試合も開催されなかった。なお、2010年からは一部の大会において当球場を試合会場として使用しており、シーズン最初の公式戦となったJABA新潟大会は当球場で全日程を開催した。
2021年には高円宮杯全日本学童軟式野球大会マクドナルドトーナメントのメイン会場として使用。2025年から新潟固定開催に伴い再度主会場の予定

#### AKB48選抜総選挙
2016年6月18日には『AKB48 45thシングル 選抜総選挙』開票イベントの会場となった。

## トピック

### 施設名称に関する問題
新潟市出身の漫画家水島新司は、県立野球場の施設名称（愛称）に自身の作品『ドカベン』を使用するよう、県に対し県内政財界関係者と共に働きかけを行ってきた。一方、県は運営費確保などを目的に施設命名権導入の方針を内定していたが、水島側は「スポンサー名とドカベンの名が重複して使われるのは本意ではない」として、かねてから強い難色を示していた。
こうした中、県内のアマチュア野球競技団体と新潟BCなどから成る「県立野球場建設促進委員会」は2009年1月28日、施設の愛称に「ドカベン」を冠することを求めて約4万人分の署名を県に提出し、泉田と会談を行ったものの、双方の主張は平行線のままに終わった。その後2月17日、水島は県に対し「命名権を売却する場合、企業名とドカベンの名を併記する名称の採用は辞退したい」との意向を伝え、これを受けて泉田は2月20日の定例記者会見で命名権売却先の募集を3月から1箇月間実施すると発表した。席上、泉田は「ドカベンを採用する可能性が100%なくなった訳ではない。ドカベンにしたいと考えている人が買収する方法もある」と含みを残したものの、同委員会と水島はこれを否定し、取得しない意向を示した。
また、命名権の有力な買収先として、家電リサイクルなどを手掛けるハードオフコーポレーション（新発田市）が挙がっていたことについても、同社が古本販売などを手掛けるブックオフコーポレーション（神奈川県相模原市）と強い協力関係を結んでいることから、一部報道ではかねてから古本業界に否定的な水島が、激しい不快感を示したとされていた。なお、『ドカベン』は、既に神奈川県大和市にある大和スタジアムの愛称「ドカベンスタジアム」として使用されているため論議を呼ぶ恐れがあった上、作品のモチーフとなった新潟明訓高等学校を容易に想起させるため、特に高校野球公式戦の際には不公平感を煽る可能性が高いなど問題点も数多く指摘されていた。
一部からは「当初から『ドカベン』と命名権の2点ばかりがクローズアップされたままで、他の選択肢が存在しない」「愛称の一般公募を行わないのは不公平なのではないか」などと指摘する声も寄せられていたが、県は3月10日から命名権売却先の募集を開始。年間使用料は1500万円以上で、売却先には年3日の無償施設使用権を付与する契約条件が設定された。その後3月12日に行われた県議会2月定例会の建設公安委員会で、県は「県民の負担軽減が重要であり、その方策の一環で命名権売却を決めた。愛称を募集しても、企業が他の名称や愛称を付けることが可能である以上、実施は難しい」として、愛称の一般公募も実施しない旨を表明した。
命名権取得に名乗りを上げたのは前述のハードオフ、サトウ食品など県内の3社であった。県は審査を行った結果、4月17日に売却先をハードオフに決定し、施設の呼称を「HARD OFF ECOスタジアム新潟」とする旨を発表した。ハードオフ側は年間3000万円の5年契約を提示し、応募企業の中で最も好条件を示していた。また愛称案にもエコロジーを示す「ECO」と所在地名の「新潟」が入っており、企業名や商品名のみの名称と異なり、県民に親しまれることが期待できる点が決め手となった。県とハードオフはその後細部調整を行い、契約期間は2014年3月31日までの5箇年に決定し、5月18日に基本協定を締結。同日から命名権による呼称が採用された。調印後の会見でハードオフの代表取締役社長山本善政は「会社全体の広告費は年額1億5000万円で、契約額はそのうちの2割に相当する。充分な費用対効果があると判断した」と取得理由を述べ「日本一環境に配慮した野球場にしたい」と意向を語った。
一方水島は3月以降、首都圏在住者が新潟市の広報活動に協力するための親睦組織「新潟市サポーターズ倶楽部」の会長職と、創設以来務めてきた「にいがたマンガ大賞」の審査委員を辞任する意向を、新潟市側に順次伝えた。前述の経緯から一部報道では「行政に対する不信感を募らせたのではないか」などといった憶測を呼んだことから、水島は4月20日に自筆のコメントを出した。その中で水島は「ドカベン球場とならなかったのは残念ですが、県の判断ですので仕方ありません」と改めて遺憾の意を示し、役職の辞意の理由として3月にマネージャーが亡くなったことと自身の体調不良を挙げた上で「県が私に失礼があったとは思っておりません」「行政に対する不信とは全く関係ありません」と報道を否定し、名称問題と辞意とは無関係である旨を強調した。
なお、ハードオフ側は略称として「ハードオフスタジアム」と「ハードオフ エコスタ」を前述の調印会見の席上で口頭で公表した。7月17日、県はこれを基にして「ハードオフ エコスタジアム」「ハードオフ スタジアム」を公式略称とし、更にこの2つに加え「ハードオフ エコスタ」「ハードオフ スタ」「ハードオフ 新潟」「エコスタ」の計6種類の略称を制定した。これに準じ、新潟市は県道・市道の案内標識において、正式呼称と「ハードオフスタジアム」を併用して表記している他、報道や公式記録などでは「ハードオフ新潟」を使用している。この「ハードオフ新潟」は前述の広島対阪神戦を報じる際に各メディアが使用した呼称で、県はこれを事実上追認する形で略称に加えている。だが新潟日報は開場当初「エコ球場」という同社独自の略称を使用し、命名権に対する配慮が図られておらず誤用ではないかとして指摘を受けたことから、公式略称の正式発表があった7月下旬以降「エコスタ」に修正している。
ハードオフは2014年春、命名権スポンサーに付与された県との優先交渉権を行使した上で、2019年3月31日まで5箇年の契約を更新し、3月17日に調印式が行われ、2014年度からも引き続き同一呼称を使用している。なお、ハードオフでは命名権スポンサーに年間3日間付与される無料利用日のうちの1日を充て、毎年当球場の会議室において株主総会を開催している。

### プロ野球招致構想
泉田は当球場が各方面から施設面などで高評価を得たことを受け、NPB球団本拠地の誘致活動を開始する意向を2009年9月8日の県議会9月定例会・一般質問の答弁において示し、「夢の実現に向けてチャレンジして参りたい」と意欲を語った。またこれを受け、新潟市長の篠田昭も9月10日の定例記者会見で「市としても誘致したい気持ちは十分ある。札幌市（北海道日本ハムファイターズ）や仙台市（東北楽天ゴールデンイーグルス）など、地方でも誘致に成功した例があるので、新潟にも可能性があると思っている」と話した。県・市では同年秋から複数のNPB球団に対し本拠地誘致に関する活動を水面下で開始し、関係者は「早ければ2012年シーズンの本拠地化を目指したい」と話した。なお、9月19日に明治神宮野球場で開催された東京ヤクルトスワローズ対読売ジャイアンツ21回戦では、同年秋のデスティネーションキャンペーンに因むデーイベント「うまさぎっしり新潟Day」が行われ、県からヤクルト球団に魚沼産コシヒカリ300kgが贈られた他、泉田が始球式を務めた。この日、泉田は先の誘致構想との因果関係について「それはそれ、これはこれ」と明言を避けつつも「長いスパンで来て頂けるところがあればチャレンジしたい」とコメントした。
その後県と市、県内の野球関係者が検討を進めた結果「当面は原則として球団を特定せずにNPB12球団を対象として活動し、まずは公式戦の開催数増加を図り、その上で拠点の一つとして年間数試合を開催する『準フランチャイズ』を招致し、最終的には本拠地誘致を目指す」という方向性が決まり、2012年頃を目途にセ・パ各1球団を誘致する方針が打ち出された。そして2010年3月24日には県と市、県内財界関係者などが中心となって「プロ野球新潟招致委員会」が発足し、同年春以降に競技団体とNSGグループが中心となって県内全域で20万人の署名を集め、秋を目途にNPBへ提出するなどの活動方針も内定した。
この招致委員会発足に先立ち、2010年1月21日付の朝日新聞新潟版では関係者の話として、セ・パ双方の有力な誘致候補としてセ・リーグ側は前述のヤクルト、パ・リーグ側は新潟空港からの航空便が1往復運航され、前出の水島の代表作『あぶさん』の舞台としても描かれている福岡ソフトバンクホークスの2球団の名が挙げられた。
2010年シーズン中には泉田らがプロ野球公式戦の開催誘致を目指し、NPB各球団に対し相次いでトップセールスを行っている。9月11日に西武ドームで開催された埼玉西武ライオンズ対千葉ロッテマリーンズ23回戦では、県とプリンスホテルの共催によるデーイベント「元祖スキー天国in新潟」が行われ、泉田は県と西武グループの官民連携協定締結式に出席。西武の後藤高志オーナーに対し、翌2011年以降の主催公式戦開催継続を要請した。また泉田は9月15日に神宮球場で開催されたヤクルト対巨人21回戦のデーイベント「うまさぎっしり新潟Day」にも2年連続で来訪し、ヤクルトの鈴木正オーナー代行兼球団社長に対し主催公式戦の開催を要請。しかしヤクルト側は2年連続で態度を保留した。
だがそれから間もなく、横浜ベイスターズがオーナー企業の東京放送ホールディングスの業績不振などから、住生活グループとの間で球団株式の売却に向けて交渉を進めていることが判明。9月30日発売の一部週刊誌でこの売却問題と新潟への移転構想が報じられたのを受け、巨人の渡邉恒雄球団会長が同日夜の取材に対し、横浜の専用球場で横浜市に所在する横浜スタジアムの問題点を示した上で「新潟という説が起きても当然。新潟の球場は良い。巨人も今年（公式戦を）やった。選択肢としてはいいんじゃないかな」と話したのを発端に当球場の準本拠地化、さらにはフランチャイズを完全移転する構想が各メディアで大きく報じられた。これを受けて翌10月1日、泉田は「候補に挙がっているとすれば嬉しく思う。歓迎したい」と期待感を示し、2日には前述のファーム日本選手権の開会式に出席した篠田が取材に対し「名前が挙がったのはありがたい。横浜かヤクルトを念頭に置いてイメージトレーニングをしてきたのが、急に現実味を帯びてきた。優位性と拠点性があるので機会があればお伝えし、誠意を見せたい」と、共に歓迎する意向を示した。
しかしTBS側・住生活G側とも、交渉段階では当球場の準本拠地化には否定的な姿勢を見せていた。住生活G側で球団取得関連の検討グループでプロジェクトリーダーを務めていたトステムの溝口和美取締役副社長は10月22日の取材で本拠地問題に関し、横浜スタジアムについて「駅からも近く、12球団の中では一番立地がいい。人口も多いし、いい立地条件があるならそれを生かせばいい」とした上で、県側との接触については「新潟とは全然やってません。アクセスも大変だし、横浜が一番いい」と交渉の事実を否定し、準本拠地化には消極的な見解を示した。だが一方、住生活Gの潮田洋一郎会長は10月7日、株式買収後に県側から誘致を受けた場合の対応について「球団の株を取得した時にそういう話があれば、全ての可能性を拒絶すべき理由はない」と、将来的には本拠地移転も視野に入れて検討する意向を示唆し、交渉過程では本拠地と球団首脳陣の人事について「白紙」を強調し続けていた。その後、一時は交渉の進捗こそ見られたものの、神奈川県内の他地域や新潟市、当時静岡県草薙総合運動場硬式野球場の大規模改修が3箇年計画で進められていた静岡市、関西三都の中で唯一NPBのフランチャイズが置かれておらず、わかさスタジアム京都を2009年（平成21年）12月～翌年3月末にかけて、総工費約2億6000万円を投じて改修したばかりで、尚且ベイスターズの前身の一つである松竹ロビンスが、フランチャイズを置いていた過去もある京都市などへの本拠地移転を模索する住生活G側と、横浜での本拠地継続を求めるTBS側との間で条件面で折り合いが付かなくなり、結局両社は10月27日までに交渉を断念。2011年シーズンはTBSがベイスターズの球団株式を継続保有する方向となった。同日開かれた住生活G側の交渉決裂に関する記者会見で、溝口は本拠地問題などの存在を認めたものの「実際に相手の球場や、新潟といったところと話し合いをしたことは一度もない」と、県側との接触がないことを改めて強調した。なお、ベイスターズは同年5月8日、当球場でセ・リーグ公式戦（対阪神タイガース1試合・デーゲーム）を開催したが、これは売却交渉以前から開催が内定していたものである。
一方10月18日には、西武の前田康介取締役球団本部長がスポーツ各紙の取材に対し、今後の主催公式戦の地方開催について「新潟も含め、いろいろと考えて検討したい」と話し、前述の通り県と西武グループが連携協定を締結したことなどを鑑みて、2011年以降も当球場での主催公式戦を継続開催する旨を示唆し、同年8月23日にパ公式戦・対オリックス・バファローズ1試合を開催した（ナイトゲーム）他、巨人も7月19日・7月20日にセ公式戦・対中日ドラゴンズ2連戦（いずれもナイトゲーム）を開催した。またヤクルトは、6月11日・6月12日にイースタン・リーグ公式戦・ヤクルト対巨人2連戦（いずれもデーゲーム）の開催を予定していたが、その後開催球場は2試合とも三條機械スタジアムに変更された。
その後、横浜の球団売却に関する問題は2011年秋、携帯電話向けゲームサイト「Mobage」やショッピングサイトの運営などを手掛けるIT関連企業のディー・エヌ・エー（以下「DeNA」）が、TBSグループが保有する球団株式の大半を買収する形で収束を見た。なお、DeNAの取締役で同社の創業者でもある南場智子が新潟市の出身であることから、一部メディアではDeNA球団が将来的に本拠地を新潟へ移転する可能性が報じられている。DeNAは2012年4月15日、当球場でセ・リーグ公式戦（対巨人戦1試合・デーゲーム）を開催しているが、これは売却交渉以前から開催が内定していたもので、前述事項との関連はない。同年5月8日・9日には3年ぶり2回目の広島カープ主催の新潟での公式戦（対阪神戦）がいずれもナイターで開催されている。また9月8日・9日にはこれまで1軍公式戦開催を保留していたヤクルトも対巨人戦2試合を開催した。
2013年シーズンのNPB公式戦は5月11日・12日にDeNA対巨人2連戦、9月10日には巨人対DeNA戦1試合の計3試合が開催されたが、ホームとビジターが入れ替わったのみの実質1カードだけの開催となった。さらに2014年の公式戦は8月5日の同カード1試合のみ、2015年は5月9日・10日の同カード2連戦のみであった。なお、DeNAは2016年、交流戦・対日本ハム1試合を開催した。
近年のNPB公式戦は開催数自体も年間1カード、1～2試合にとどまっており、開場以来、主催公式戦を継続して開催しているのはDeNA1球団のみである。またDeNAが2010年と、2012年から2015年までの計5シーズンに開催したのはいずれも対巨人戦であり、巨人主催も含めて2013年以降の3シーズンに開催された公式戦は、全てこの2球団による対戦である。なお、2012年シーズン以降、パ・リーグ公式戦は開催されていない（2016年に開催されているDeNA対日本ハム戦はDeNA主催のため、セ・リーグ公式戦として扱われる）。